# Ringsøen
Ringsøen (dansk) eller Ringsjön (svensk) i det centrale Skåne er landsdelens næststørste sø. Søen har et samlet areal på godt 40 km² og ligger 53,5 meter over havet. Den største dybde er 17 meter.
Søen er i dag delt op i to del-søer (Vester og Øster Ringsø), som er adskilt af en smal landtange. På landtangen ligger Bosjökloster fra 1100-tallet.
Søen fungerer som drikkevandsreserve for det vestlige Skåne.
Rönne å starter ved Ringsøen.
55°51′50″N 13°31′46″Ø / 55.86389°N 13.52944°Ø